# Edvige di Meclemburgo-Güstrow
Edvige di Meclemburgo-Güstrow (Güstrow, 12 gennaio 1666 – Zörbig, 9 agosto 1735) è stata una nobildonna tedesca membro del casato di Meclemburgo e per matrimonio duchessa di Sassonia-Merseburg-Zörbig.
Nata a Güstrow, era la decima degli undici figli nari dal matrimonio di Gustavo Adolfo, Duca di Meclemburgo-Güstrow e Maddalena Sibilla di Holstein-Gottorp. Dei suoi fratelli e sorelle più grandi e più giovani, otto raggiunsero l'età adulta: Maria, per matrimonio Duchessa di Meclenburgo-Strelitz, Maddalena, Sofia, per matrimonio Duchessa di Württemberg-Oels, Cristina, per matrimonio Contessa di Stolberg-Gedern, Carlo, Principe Ereditario di Meclemburgo-Güstrow, Luisa, per matrimonio Regina di Danimarca e Norvegia, Elisabetta, per matrimonio Duchessa di Sassonia-Merseburg-Spremberg, e Augusta

## Matrimonio
A Güstrow il 1º dicembre 1686, Edvige sposò il Principe Augusto di Sassonia-Merseburg-Zörbig, secondo dei figli maschi sopravvissuti del Duca Cristiano I. Augusto ricevette la città di Zörbig come suo appannaggio, e stabilì lì la sua residenza.
Ebbero otto figli, di cui uno solo sopravvisse fino all'età adulta::
1. Cristiana Maddalena (Zörbig, 11 marzo 1687 - Merseburg, 21 marzo 1689).
2. figlia nata morta (Alt-Stargard, Meclemburgo, 30 dicembre 1689).
3. Carolina Augusta (Zörbig, 10 marzo 1691 - Zörbig, 23 settembre 1743).
4. Edvige Eleonora (Zörbig, 26 febbraio 1693 - Zörbig, 31 agosto 1693).
5. Gustavo Federico, Principe Ereditario di Sassonia-Merseburg-Zörbig (Zörbig, 28 ottobre 1694 - Zörbig, 24 maggio 1695).
6. Augusto, Principe Ereditario di Sassonia-Merseburg-Zörbig (Zörbig, 26 febbraio 1696 - Zörbig, 26 marzo 1696).
7. Gemelli maschi nati marti (1707).

Edvige morì a Zörbig nel 1735. Fu sepolta nella cattedrale di Merseburg.

## Ascendenza
|                                            |                                     |                                   | Genitori                               |  |  | Nonni |  |  | Bisnonni                             |  |  | Trisnonni                                  |  |
|                                            |                                     |                                   |                                        |  |  |       |  |  | Giovanni VII di Meclemburgo-Schwerin |  |  | Giovanni Alberto I di Meclemburgo-Schwerin |  |
|                                            |                                     |                                   |                                        |  |  |       |  |  | Giovanni VII di Meclemburgo-Schwerin |  |  | Giovanni Alberto I di Meclemburgo-Schwerin |  |
|                                            |                                     | Anna Sofia di Hohenzollern        |                                        |  |  |       |  |  | Giovanni VII di Meclemburgo-Schwerin |  |  |                                            |  |
| Giovanni Alberto II di Meclemburgo-Güstrow |                                     |                                   |                                        |  |  |       |  |  | Giovanni VII di Meclemburgo-Schwerin |  |  |                                            |  |
|                                            |                                     | Sofia di Holstein-Gottorp         | Adolfo di Holstein-Gottorp             |  |  |       |  |  |                                      |  |  |                                            |  |
|                                            |                                     | Sofia di Holstein-Gottorp         | Adolfo di Holstein-Gottorp             |  |  |       |  |  |                                      |  |  |                                            |  |
|                                            |                                     | Sofia di Holstein-Gottorp         | Cristina d'Assia                       |  |  |       |  |  |                                      |  |  |                                            |  |
| Gustavo Adolfo di Meclemburgo-Güstrow      |                                     | Sofia di Holstein-Gottorp         |                                        |  |  |       |  |  |                                      |  |  |                                            |  |
|                                            |                                     | Cristiano I di Anhalt-Bernburg    | Gioacchino Ernesto, Principe di Anhalt |  |  |       |  |  |                                      |  |  |                                            |  |
|                                            |                                     | Cristiano I di Anhalt-Bernburg    | Gioacchino Ernesto, Principe di Anhalt |  |  |       |  |  |                                      |  |  |                                            |  |
|                                            |                                     | Cristiano I di Anhalt-Bernburg    | Agnese di Barby                        |  |  |       |  |  |                                      |  |  |                                            |  |
| Eleonora Maria di Anhalt-Bernburg          |                                     | Cristiano I di Anhalt-Bernburg    |                                        |  |  |       |  |  |                                      |  |  |                                            |  |
|                                            |                                     | Anna di Bentheim-Tecklenburg      | Arnaldo II di Bentheim-Tecklenburg     |  |  |       |  |  |                                      |  |  |                                            |  |
|                                            |                                     | Anna di Bentheim-Tecklenburg      | Arnaldo II di Bentheim-Tecklenburg     |  |  |       |  |  |                                      |  |  |                                            |  |
|                                            |                                     | Anna di Bentheim-Tecklenburg      | Maddalena di Neuenahr-Alpen            |  |  |       |  |  |                                      |  |  |                                            |  |
| Edvige di Meclemburgo-Güstrow              |                                     | Anna di Bentheim-Tecklenburg      |                                        |  |  |       |  |  |                                      |  |  |                                            |  |
|                                            | Giovanni Adolfo di Holstein-Gottorp | Adolfo di Holstein-Gottorp        |                                        |  |  |       |  |  |                                      |  |  |                                            |  |
|                                            | Giovanni Adolfo di Holstein-Gottorp | Adolfo di Holstein-Gottorp        |                                        |  |  |       |  |  |                                      |  |  |                                            |  |
|                                            | Giovanni Adolfo di Holstein-Gottorp | Cristina d'Assia                  |                                        |  |  |       |  |  |                                      |  |  |                                            |  |
| Federico III di Holstein-Gottorp           | Giovanni Adolfo di Holstein-Gottorp |                                   |                                        |  |  |       |  |  |                                      |  |  |                                            |  |
|                                            |                                     | Augusta di Danimarca              | Federico II di Danimarca               |  |  |       |  |  |                                      |  |  |                                            |  |
|                                            |                                     | Augusta di Danimarca              | Federico II di Danimarca               |  |  |       |  |  |                                      |  |  |                                            |  |
|                                            |                                     | Augusta di Danimarca              | Sofia di Meclemburgo-Güstrow           |  |  |       |  |  |                                      |  |  |                                            |  |
| Maddalena Sibilla di Holstein-Gottorp      |                                     | Augusta di Danimarca              |                                        |  |  |       |  |  |                                      |  |  |                                            |  |
|                                            |                                     | Giovanni Giorgio I di Sassonia    | Cristiano I di Sassonia                |  |  |       |  |  |                                      |  |  |                                            |  |
|                                            |                                     | Giovanni Giorgio I di Sassonia    | Cristiano I di Sassonia                |  |  |       |  |  |                                      |  |  |                                            |  |
|                                            |                                     | Giovanni Giorgio I di Sassonia    | Sofia di Brandeburgo                   |  |  |       |  |  |                                      |  |  |                                            |  |
| Maria Elisabetta di Sassonia               |                                     | Giovanni Giorgio I di Sassonia    |                                        |  |  |       |  |  |                                      |  |  |                                            |  |
|                                            |                                     | Maddalena Sibilla di Hohenzollern | Alberto Federico di Prussia            |  |  |       |  |  |                                      |  |  |                                            |  |
|                                            |                                     | Maddalena Sibilla di Hohenzollern | Alberto Federico di Prussia            |  |  |       |  |  |                                      |  |  |                                            |  |
|                                            |                                     | Maddalena Sibilla di Hohenzollern | Maria Eleonora di Jülich-Kleve-Berg    |  |  |       |  |  |                                      |  |  |                                            |  |
|                                            |                                     | Maddalena Sibilla di Hohenzollern |                                        |  |  |       |  |  |                                      |  |  |                                            |  |